# Diltiazem
Il Diltiazem è un farmaco della famiglia dei calcio-antagonisti, non diidropiridinico, appartenente alla classe chimica delle benzotiazepine usato per il trattamento dell'ipertensione, dell'angina pectoris ed in alcuni tipi di aritmia.

## Farmacodinamica
Il Diltiazem è un farmaco usato nel trattamento dell'angina pectoris, ipertensione e aritmie cardiache, riducendo il rischio di eventi cardiovascolari fatali.
Il meccanismo d'azione del Diltiazem si basa sulla inibizione del canale dello ione calcio, con conseguente riduzione del lavoro cardiaco e della pressione arteriosa dovuta alla diminuzione della eccitabilità dei cardiomiociti e, per il suo effetto bradicardizzante, e della conduzione dello stimolo nervoso lungo il nodo senoatriale e atrioventricolare. Per questo motivo il Diltiazem possiede effetto cronotropo e batmotropo negativi. Può essere un farmaco utile nella terapia delle aritmie. Somministrando il Diltiazem in un soggetto dal cuore sano non si osserva alcun effetto inotropo negativo.
A questo suo moderato effetto bradicardizzante si associa anche quello di rilassamento delle arteriole e quindi di riduzione del post-carico, con effetto vasodilatatore nei confronti delle arterie coronariche che irrorano il cuore. Aumenta così il flusso ematico e diminuisce la resistenza dei vasi; in questo modo si giustifica l'uso terapeutico del Diltiazem nell'ipertensione e nell'angina pectoris, in cui si verifica a livello coronarico un diminuito flusso ematico che riduce l'apporto di ossigeno e di metaboliti utili alle cellule miocardiche, con successivo eventuale danno ischemico nei tessuti colpiti. Nella riduzione della pressione arteriosa non è stata registrata inoltre comparsa di tachicardia riflessa.

## Farmacocinetica

### Assorbimento
Il Diltiazem assunto per via orale viene assorbito circa per il 90%, ma a causa del metabolismo epatico di primo passaggio la sua biodisponibilità è circa del 40% ed è dose dipendente (con valori compresi tra il 24% ed il 74% dovuti alle differenze interindividuali nell’effetto di primo passaggio). La biodisponibilità può essere maggiore nei pazienti con insufficienza epatica. Il diltiazem viene assorbito dal tratto gastrointestinale e il suo picco e l'esposizione sistemica non vengono influenzati dalla contemporanea assunzione di cibo.

### Distribuzione
Il Diltiazem è legato alle proteine plasmatiche per l’80-85%. Il suo volume di distribuzione apparente dopo una singola iniezione endovenosa è di circa 305 L.

### Metabolismo
Il Diltiazem viene ampiamente metabolizzato a livello epatico, subisce deacetilazone, O-demetilazione, N-demetilazione ad opera principalmente degli enzimi CYP450, e va anche incontro a reazioni di coniugazione. Tra gli enzimi, il CYP3A4 è il principale responsabile del metabolismo del farmaco. Uno dei principali metaboliti del diltiazem è il desacetildiltiazem, presente nel plasma al 10-20% del farmaco originario, che conserva in parte l'attività del diltiazem come vasodilatatore (25-50% dell’attività farmacologica del composto originario).
Il farmaco subisce un esteso metabolismo di primo passaggio che spiega la biodisponibilità orale assoluta relativamente bassa (40% circa).

### Eliminazione
La frazione di farmaco che raggiunge immodificato le urine è solo del 2-4% in quanto il Diltiazem viene estesamente metabolizzato a livello epatico. La clearance del diltiazem segue una cinetica di primo ordine con un tempo di emivita di eliminazione di circa 5-10 ore, ed è circa di 65 L/h (dopo un’iniezione endovenosa, altrimenti scende a 48 L/h con infusione endovenosa).
L'emivita di eliminazione plasmatica ha una durata compresa tra 3-4,5 ore (dopo dosi orali singole e multiple). Essa può leggermente aumentare in base alla dose e all'entità dell'insufficienza epatica.

## Controindicazioni
Il Diltiazem presenta diverse controindicazioni legate principalmente all’eccessiva vasodilatazione determinata dal meccanismo d’azione del farmaco.
Il farmaco è controindicato per i pazienti che presentano le seguenti caratteristiche fisiologiche, patologiche e genetiche: ipersensibilità al principio attivo o agli eccipienti presenti nella formulazione farmacologica, infarto miocardico acuto con congestione polmonare, sindrome del nodo seno-atriale (non nel caso sia presente pacemaker ventricolare funzionante), disturbi della conduzione (blocco seno atriale), blocco atrio-ventricolare di secondo o terzo grado (in pazienti che non presentano pacemaker ventricolare funzionante), bradicardia grave (sotto i 40 bpm), insufficienza ventricolare sinistra con congestione polmonare, insufficienza cardiaca congestizia, uso concomitante di un’infusione di dantrolene e amiodarene, assunzione in età pediatrica, combinazione con Ivabradina.
Il Diltiazem è inoltre controindicato in gravidanza e nelle donne in età fertile. Deve essere evitato l’allattamento nel periodo di assunzione del farmaco, dal momento che il farmaco viene escreto, sebbene in basse concentrazioni, nel latte materno. Nel caso la terapia con il Diltiazem risulti essenziale per la madre, bisogna provvedere alla nutrizione del bambino in una forma differente. Dal momento che il farmaco comporta effetti indesiderati quali capogiri e cefalea potrebbe essere alterata la capacità di guidare veicoli e di utilizzare macchinari.

## Dosaggi
- 60 mg compressa, 3 volte al giorno per il trattamento di angina e ipertensione.
- 120 mg compressa a rilascio prolungato, 1 volta al giorno per poi proseguire con 2 somministrazioni die, a seconda della necessità e della tollerabilità del paziente.
- 300 mg compressa a rilascio prolungato, 1 volta al giorno.[2]

Le compresse contengono rispettivamente 60, 120 e 300 mg di Diltiazem cloridrato come principio attivo e olio di ricino idrato come eccipiente. Ideale sarebbe l'assunzione prima o durante i pasti, mantenendo lo stesso orario nella somministrazioni con intervalli regolari. Il farmaco deve essere prescritto da un medico.

## Effetti indesiderati e avvertenze
Il Diltiazem presenta come principali effetti collaterali cefalea, dolore addominale, edema, vertigini, nausea, impotenza, bradicardia, ipotensione, rash, mialgia, blocco seno atriale, blocco atrio-ventricolare, vampate. La terapia con il farmaco, soprattutto all’inizio del trattamento, deve essere controllata in forma stringente, in particolare valutando i valori della frequenza cardiaca. Un’improvvisa sospensione dell’utilizzo può comportare un peggioramento dell’angina. Nei primi periodi del trattamento il farmaco può determinare repentini cambi d’umore e possibilità di andare incontro a depressione. Il medico deve considerare con attenzione l’utilizzo del farmaco nei pazienti con ridotta funzionalità del ventricolo sinistro, bradicardia o con blocco-seno atriale, operando in terapia controlli periodici della funzione epatica e renale. Nel caso di effetti indesiderati bisogna cambiare la posologia, utilizzando nei casi di polifarmacoterapia o di insufficienza renale ed epatica la minima dose efficace. Il diltiazem, come altri calcio-antagonisti, interagisce con l’attività del tratto gastrointestinale, portando a una diminuzione della motilità. Si sconsiglia fortemente la sostituzione di una formulazione di diltiazem a pronto rilascio con un'altra a rilascio prolungato.

## Interazione tra farmaci
Sono controindicate le associazioni con dantrolene, amiodarone e ivabridina.
La somministrazione in contemporanea di un calcio-antagonista con dantrolene per via endovenosa nell’animale porta a fibrillazione ventricolare con esito letale. Si tratta dunque di un’associazione che può rivelarsi pericolosa per il paziente. L’associazione di diltiazem e amiodarone porta ad un aumento del rischio di bradicardia sinusale e blocco atrioventricolare. Diltiazem e ivabridina utilizzate in un periodo concomitante portano ad un abbassamento ulteriore del ritmo cardiaco.
Somministrando il diltiazem in associazione, bisogna prescrivere con cautela insieme a nitroderivati, teofillina, alfa-antagonisti, beta-antagonsti, glicosidi cardioattivi, altri antiaritmici, carbamazepina, rifampicina, anti-H2 (cimetidina, ramitidina), ciclosporina, fenitoina, antidepressivi, antipsicotici, litio, anestetici.
Bisogna fare attenzione nella somministrazione insieme ad altri farmaci noti per influenzare la contrattilità cardiaca e/o la conduzione. È necessario considerare con precisione il dosaggio di prescrizione nel caso il paziente assuma in contemporanea inibitori o induttori del citocromo CYP3A4 ricordando che il diltiazem ha un’azione inibitrice sul CYP3A4. Quindi bisogna fare attenzione nella somministrazione con benzodiazepine, corticosteroidi e statine.